# ماکوندو
ماکاندو، (به اسپانیایی: Macondo) نام شهرک تخیلی در رمان صد سال تنهایی اثر گابریل گارسیا مارکز است.

## دربارهٔ ماکوندو
هر چند ماکوندو روی هیچ نقشه‌ای ثبت نشده است. اما مارکز در صد سال تنهایی تصویر روشنی از آن ارائه داده است. ماکوندو شهرک گرمسیری کوچکی است که از سویی با باتلاق و از سوی دیگر با رشته رشته کوهی احاطه شده است. با فعالیت شرکت موز در سال‌های ۱۹۱۵ تا ۱۹۱۸ رونق اقتصادی به این منطقه می‌آید اما با رفتن این شرکت رکود و فقر بازمی‌گردد.

## اشتهار ماکوندو
نام ماکوندو بر در و دیوار شهرهای کلمبیا همه جا دیده می‌شود. داروخانهٔ ماکوندو، کتاب‌فروشی ماکوندو و حتی هتل ماکوندو. مارکز خاطره‌ای را از سال‌های دهه ۷۰ میلادی که همه جا صحبت از صد سال تنهایی بود نقل می‌کند که در سفری به کوبا با عده‌ای از روستاییان آن‌جا به گفتگو می‌پرداخته است که از او در مورد شغل‌اش می‌پرسند که مارکز می‌گوید نویسنده است و صد سال تنهایی را نوشته است. آن وقت همه یک صدا می‌گویند: «ماکوندو»